# Euploea dejeanii
Euploea dejeanii är en fjärilsart som beskrevs av Moore 1883. Euploea dejeanii ingår i släktet Euploea och familjen praktfjärilar. Inga underarter finns listade i Catalogue of Life.